# 塩崎公寿
塩崎 公寿（しおざき きみとし、1973年5月24日 - ）は、日本のラグビーレフリー（審判員）。大分県豊後高田市（旧西国東郡香々地町）出身。現役時代のポジションは、ウイング（WTB）、フルバック（FB）

## 略歴
豊後高田市香々地小学校、香々地中学校、大分県立高田高等学校、大阪体育大学卒業後、大分の高校教師をやりながらクラブチームでプレーしていたが、1999年からレフリーを始めた。
2010年　A1級レフリーに昇格
2010年　トップリーグ第4節、三洋電機対NTTコミュニケーションズにてトップリーグの初担当
2014年　第94回全国高等学校ラグビーフットボール大会　決勝担当
2018年　A級レフリーに昇格。
2020年　第57回全国大学ラグビーフットボール選手権　決勝担当